# Electrónica Steren
Electrónica Steren, S.A. de C.V., es una empresa multinacional mexicana fundada en 1956 en la Ciudad de México, dedicada a comercializar productos electrónicos y tecnología. Cuenta con alrededor de más de 400 tiendas, 1,500 puntos de venta en autoservicios en México; Centros de Distribución tanto en México, Centroamérica y Sudamérica, además, oficinas de control de calidad para todos los productos en México y en la ciudad de Shanghái, China.
La expansión internacional de Steren también llegó a los Estados Unidos, la República Dominicana, Guatemala, Honduras, El Salvador, Costa Rica, Panamá, Ecuador y Colombia.

## Historia

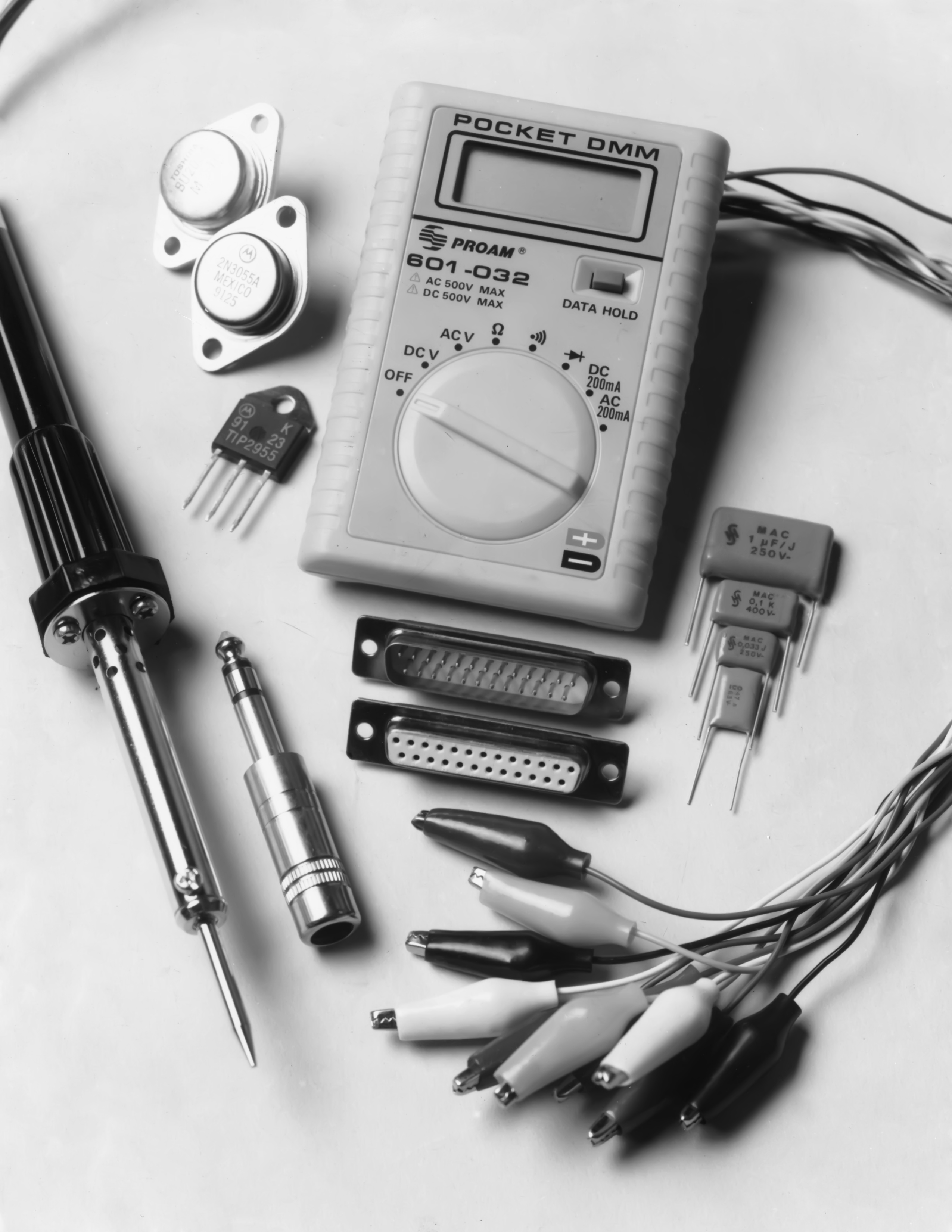
Ejemplo de producto de la compañía.

Electrónica Steren se fundó en Pino Suárez en el centro de la Ciudad de México en 1956, iniciando como una tienda de bocinas de su propia marca y su giro principal era la venta de bulbos, accesorios electrónicos, ensamblado de bocinas hasta la fabricación de las mismas.
En los siguientes años abrieron las primeras sucursales en México (Guadalajara, Monterrey y Tijuana). Con su crecimiento, en 1996 inauguraron sus primeras oficinas corporativas.

## Productos
Steren cuenta con un catálogo de más de 4,000 productos, clasificados en las siguientes categorías:
- Audio.
- Casa y Oficina.
- Computación.
- Energía.
- Iluminación.
- Herramientas.

- Móvil, Telefonía y Celulares (accesorios).

- Seguridad y Vigilancia.

- Video y televisión.
- Pico Digital.
- Cables y Accesorios.
- Proyectos de Electrónica.
- Componentes.

## Expansión Internacional
La expansión internacional de Steren comenzó en 2012 con la apertura de tiendas en los Estados Unidos, la República Dominicana, Guatemala, Honduras, El Salvador, Costa Rica, Panamá, Ecuador y Colombia.

## Certificaciones
Actualmente están certificados por ISO 9001:2015, lo que garantiza la continuidad y seguridad en sus procesos, los cuales replican en su esquema de negocio en cada país.
En el 2012, 2013 y 2014 fueron certificados por el Instituto Great Place to Work como una de las mejores empresas para trabajar en México. Actualmente ya no solicitan el distintivo, sin embargo, continúan manteniendo  el certificado como Empresa Socialmente Responsable.

## Reconocimientos
La empresa ha sido reconocida Al Ries a mejor empresa PYME de 2008, otorgado por la Universidad Anáhuac, y también se le incluyó entre las 25 mejores franquicias en México del 2008 y 2009, según se publicó en la revista Expansión. Además, fue reconocida como Best Place To Work en la categoría retail.